# Herren von Erzingen

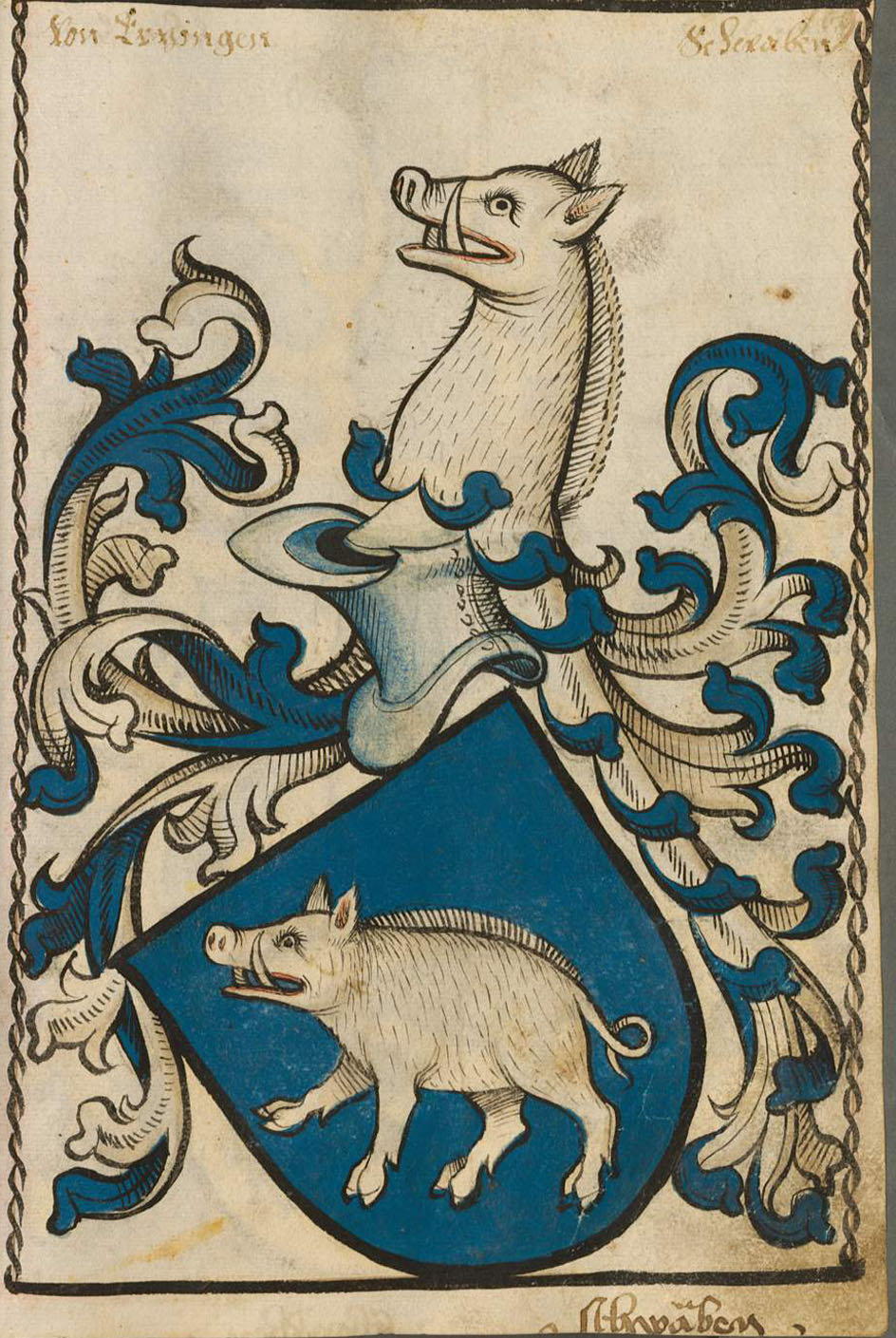
Wappen der Herren von Erzingen im Scheiblersches Wappenbuch

Die Herren von Erzingen waren ein süddeutsches Adelsgeschlecht in der Landgrafschaft Klettgau mit Sitz in Erzingen.

## Geschichte
Von einer Burg oder einem Landsitz in Erzingen ist nichts gesichertes überliefert. Vermutlich saßen sie im Ort selbst. Mitglieder werden in Urkunden ab 1353 erwähnt als Edelknecht oder Junker, sie waren verwandt mit denen von Bettmaringen und von Grießen. Im Jahr 1427 wurde Heinrich von Erzingen als Patronatsherr in Untermettingen genannt, er verwaltete Pfandgüter der Fürsten von Fürstenberg und wohnte 1437 im Schloss Untermettingen. Er erwarb für sechs Gulden jährlich 1462 das Schloss und die Dörfer Obermettingen und Untermettingen sowie Obereggingen samt Leuten und Gütern und erwarb damit auch das Burgrecht zu Schaffhausen.
1428 kauft Junker Heinrich von Erzingen von Hans von Tüfen das Schloss Ofteringen samt Leuten die dazugehören.
Im Jahr 1457 kauft die Gemeinde Hallau von Junker Heinrich von Erzingen den Bannbezirk und die Gerichtsherrlichkeit über Wunderklingen für 400 Gulden.
Von 1483 bis 1494 besaßen sie die Burg Birkendorf.
Ebnet führt noch ihr Wappen.
Nach 1529 werden sie nicht mehr genannt.

## Wappen
Das Wappen der Herren von Erzingen zeigt einen silbernen steigenden Eber auf Blauem Schild. Es ist bis heute das Ortswappen von Erzingen und von Berg am Irchel.
Der Chronikschreiber Johannes Stumpf erwähnt ein erloschenes Geschlecht von Ebersberg die ihren Stammsitz auf der abgegangenen Ebersburg zwischen der 1838 abgebrannten Burg Schollenberg bei Flaach und der Burg Radegk hatten, sie führten in ihrem Wappen ebenfalls einen Eber. Heute befindet sich im Ebersberg die Festung Ebersberg.